# 篠原勝之
篠原 勝之（しのはら かつゆき、本名同じ、1942年〈昭和17年〉4月15日 - ）は、日本の芸術家、タレント。自らを「ゲージツ家」と称している。
愛称はクマさんで、「KUMA」名義でも活動する。
タモリやビートたけし、明石家さんまなど、人気芸人とも共演し、独特の話術で茶の間の人気者となるが、その後、テレビ番組から姿を消す。
血液型B型。趣味は剣道。KUMA's FACTORY（クマズファクトリー。1986年設立）所属。

## 来歴・人物
北海道室蘭市出身（札幌市生まれ）。生後すぐにジフテリアにかかり、嗅覚と左耳の聴覚を失った。深沢七郎の『ラブミー農場』に住んでいたことがあり、嵐山光三郎の『桃仙人　小説深沢七郎』（メタローグ）にも「彫刻家のクマちゃん」として登場する。
室蘭市立朝陽小学校、室蘭市立蘭東中学校、北海道室蘭栄高等学校卒業。武蔵野美術大学中退。奈良市在住。
1973年から1979年まで、唐十郎が主宰する状況劇場のポスターや舞台美術を担当し、芸能界と関係を持つ。嵐山光三郎、赤瀬川原平、南伸坊、糸井重里、村松友視、椎名誠らと親しくなり、彼らの本を「面白エッセイ」として次々に刊行していた情報センター出版局から、1981年に『人生はデーヤモンド』を刊行。独特の文体とキャラクターで人気を博す。
また1982年から嵐山が司会をしていた『笑っていいとも!増刊号』に出演したことで注目され、以降はタモリ・ビートたけし・明石家さんまのお笑いBIG3の番組を中心に、テレビタレントとしても活動するようになる。
溶接オブジェを得意とし「鉄のゲージツ家」の異名を持つ。溶接の他にもガラスや銅版画での作品を発表している。日頃から自分の作品を「芸術」ではなく「ゲージツ」と称している。
文筆でも活躍し、2009年には『走れUMI』で第45回小学館児童出版文化賞を、2015年には『骨風』で第43回泉鏡花文学賞を受賞。『骨風』は、山崎哲の作構成で舞台化され、山崎の演出により2016年12月に初演された。この舞台には篠原も出演し、自分自身などを演じた。
スキンヘッドに着流し姿がトレードマーク。前妻との間に一男一女をもうけている。

## エピソード
1960年代後半から70年代にかけて、東京都新宿区でプロ級の喧嘩師と称されていた時代があったことを、篠原の若いころを知る数々の著名人が証言している。
幼児期は、実の父親からほぼ虐待に近いくらいの体罰をうけて育ったことを著作で明かしている。拳で殴られる、ビンタをされるなどは日常茶飯事であったという。
ビートたけしとの出会いは西荻窪の定食屋。さんま定食を食べているたけしの箸づかいに感嘆し、教養がある人だと思ったという。
赤塚不二夫と呑み友達であったことが、赤塚死去の特番において公表された。赤塚とは1982年に丸美屋食品のふりかけ「ハッピーポッケ」のCMで共演している。ツイッターでは、赤塚のことを「赤塚不二夫兄貴」や「盟友」とも記す。赤塚が創作したキャラクター「ウナギイヌ」については「一番好き」「ウナギとイヌというハイブリッドが斬新」と記している。
前田日明とも深く交流があり、前田の結婚式には「ウナギイヌ」をオリジナル家紋として礼服に入れて参列した。ウナギイヌを使用する際には、念のため著作権の問題をクリアしたらしい。
ゾマホン・ルフィンによるベナン共和国の発展活動に、たけし・所ジョージ・田中義剛らが資金・物品・技術の提供で協力していることに関し、「ゼニのないオレができることは、ゲージツするタマシイで子どもと遊ぶことだ」として、ゾマホンが設立した「たけし小学校」に赤土のレンガでできた「ドラゴン」というオブジェを創作。子どもたちが創作を手伝った。
山梨県にアトリエを建て、創作活動の拠点としていたが、2021年に奈良に移住。オブジェの素材は鉄から土へと移った。2022年3月には東京・恵比寿のシス画廊で個展『空っぽ展』を開催。作品には、番号がふってあるだけで、タイトルも銘もなく、「皆はなんにでも意味を求めるが、たいてい意味なんかない。生きることにも意味はない。といって早く死ぬこともない。ただ生きてるから生きてるんだ」などと説明した。

## 著書

### 単著
- 『かげ 篠原勝之作画』すばる書房（すばるの絵本） 1976
- 『ルビーの目』作画　絵本館 1980
- 『人生はデーヤモンド』情報センター出版局 1981  のち角川文庫
- 『嵐の中をアカ犬が走る』冬樹社 1983 のち角川文庫
- 『デーヤモンド・ヘッド』新潮社 1984
- 『放屁庵退屈日記』角川文庫 1985
- 『クマさんタコを喰らう』青山書房 1986
- 『ケンカ道 その“究極の秘技”を探る』祥伝社ノン・ライブ 1987
- 『アイアンチャイルド』ネスコ 1989
- 『毛の生えたレンアイ』ベストセラーズ 1992
- 『クマさんのゲージツ日誌』毎日新聞社 1994
- 『天外天風 ゲージツ無頼帖・内モンゴル熱風篇』マガジンハウス 1994
- 『クマさんのやっぱり役に立たない人生相談』サンドケー出版局 1995
- 『Kuma's iron circus』スコラ 1995
- 『鉄のおもいで』講談社 1997
- 『Kuma's KUMAのほとんど総て』平凡社 2000
- 『蔓草のコクピット』文藝春秋 2001
- 『走れUMI』講談社　2008　のち文庫
- 『もちおもり』講談社　2010
- 『A（アンペア）』小学館 2011
- 『カミサマ』講談社 2012
- 『骨風』文藝春秋 2015
- 『戯れの魔王』文藝春秋 2018

### 共著
- アーネスト・シートン『かものおかあさんとりくのたび』(絵) 学習研究社, 1969
- 『ざしきわらし』吉田タキノ作、(絵) 理論社, 1970
- 『のこぎりざめととんかちざめ』ショボー作 (絵) 学習研究社, 1970
- 『海辺のマーチ』中野みち子作 (絵) 理論社, 1971
- おおえひで『八月がくるたびに』(絵) 理論社, 1971)
- 三木卓『真夏の旗』(絵) あかね書房, 1971
- 『鋼鉄都市』アイザック・アシモフ作, (絵) あかね書房, 1971
- 『まほうのゆび』ロアルド・ダール作, (絵) あかね書房, 1971
- 『月世界の核爆発』パトリック・ムーア (天文学者)（英語版）作, (絵) あかね書房, 1972
- 『日本海の詩 鶴見正夫少年詩集』(絵) 理論社, 1974
- 『クジラがクジラになったわけ』テッド・ヒューズ作(絵) 旺文社, 1979.7
- グリム兄弟『いばらひめ』(絵)　小学館, 1979.11
- 唐十郎『糸姫』 (画)青林堂, 1983.7
- 『Kの食卓 デーヤモンドスーパーメニュー』篠原勝之文　長友啓典画 角川書店, 1986.8

## 主な出演作品

### テレビ番組
2010年以降、全国ネットの番組へはレギュラー出演していない。
- テレビくん、どうも（フジテレビ）
- FNS大サービスバラエティー1億2450万人の平成教育テレビ（フジテレビ）
- ビートたけしのTVタックル（テレビ朝日、1994年10月 - 2002年3月※ただし、1996年4月以降は不定期出演）
- 笑っていいとも!（フジテレビ、1985年4月 - 1987年9月※木曜日担当）
- THE・サンデー（日本テレビ）
- 今夜は最高!（日本テレビ）
- いのちの響（TBS）
- たけしの誰でもピカソ（テレビ東京）
- こんなステキなにっぽんが   鯛の湧く海　長老の釣り針〜山口沖家室島（NHK BS hi）
- なるほど!ザ・ワールド（フジテレビ）
- 第一生命スペシャル「新米ママとぼくたちの大戦争」（フジテレビ、1987年1月19日）

### ラジオ番組
- スーパーギャング クマさんのスキンヘッドナイト（TBSラジオ 1985年4月11日 - 1986年4月3日、木曜25:00 - 27:00。ティナ・グレースと共演）[17]

### ドキュメンタリー
- こころの時代「人生　漂えど沈まず」（2019年11月10日、NHK Eテレ）[18]

### 映画
- ヘリウッド（1982年 監督 長嶺高文）
- 麻雀放浪記（1984年 監督 和田誠）
- コミック雑誌なんかいらない!（1986年 監督 滝田洋二郎）
- キスより簡単（1989年 監督 若松孝二）
- Love Letter（1995年 監督 岩井俊二）
- キャタピラー（2010年 監督 若松孝二）
- 11・25自決の日 三島由紀夫と若者たち（2012年 監督 若松孝二）

### アニメ
- サウスパーク（声の出演、ランニング・ウォーター酋長役※第1シーズン第12話）

### CM
- 丸美屋食品工業「ハッピーポッケ」（1982年。南伸坊、荒木経惟、赤塚不二夫、中村誠一と共演）
- 本田技研工業「ホンダ・シティ」（1984年、シティ・ガールズと共演）
- ミノルタ「マックデュアル」（1987年、後藤久美子と共演）
- 味の素「味の素（うま味調味料）」（1988年、かみなりこんにゃく篇）
- 北海道アルバイト情報社「アルバイト北海道」（1988年、北海道ローカル）[注 1]
- 日本盛「吟醸生貯蔵酒」（1990年、松田ケイジと共演）
- カルビー「カルビーポテトチップス」（ナレーション。出演：加藤紀子）、「堅あげポテト」（1993年、北海道ローカル）
- フジタ（1992年、企業広告。ル・コルビュジエの創った椅子篇、マッキントッシュの椅子篇）
- 松下電工「スモークカット」（1994年。声の出演（愛煙家代表））
- 日本広告審査機構（JARO）（1999年、団体広告。JAROへのラブコール 篠原勝之篇）[19]
- YKK AP「テルモア」（1999年、大工の棟梁に扮して出演）
- 日清食品「ごんぶと」
- 神楽酒造「ひむかのくろうま」
- ウィルソン「チュービックス」
- 武藤鉦製薬「六一〇ハップ」
- ニチレイ「焼おにぎり」
- 宮乃屋「鳶の作業服」（ラジオCM）

### DVD
- 『KUMA・トマム　篠原勝之のゲージツとトマムの幻想世界』（2006年9月7日）シンフォレスト